# Parilcirolana setosa
Parilcirolana setosa är en kräftdjursart som beskrevs av Yu och Li 200. Parilcirolana setosa ingår i släktet Parilcirolana och familjen Cirolanidae. Inga underarter finns listade i Catalogue of Life.